# Bánh pía
Bánh pía (tiếng Trung: 朥饼; Bạch thoại tự: lâ-piáⁿ) là món bánh ngọt ngàn lớp có nhân và là bánh trung thu truyền thống xuất phát từ Triều Châu, Trung Quốc và được du nhập vào các khu phố người Hoa trên thế giới. Đặc biệt ở Đông Nam Á, nơi có Hoa Kiều cư ngụ là Malaysia, Indonesia, Philippines và Singapore. Ở Indonesia, bánh có tên gọi là
Bakpia Pathok.
Tại Việt Nam, bánh pía là một trong những đặc sản của Sóc Trăng, do người Hoa di cư vào miền Nam sáng tạo ra. Bánh pía được làm từ bột mì nhào mỡ nước từ heo.
Vì lý do thương mại, người sản xuất thường dùng phẩm đỏ in tên hoặc nhãn hiệu của nơi làm bánh trực tiếp lên mặt bánh. Ngoài ra, thành phần nhân bánh, nguồn gốc xuất xứ cũng thường được in trực tiếp lên bánh.